# There's No Place Like America Today
《There's No Place Like America Today》는 미국의 음악가 커티스 메이필드의 1975년 스튜디오 음반이다. 이 곡은 빌보드 200 차트에서 120위로 정점을 찍었고, 톱 R&B/힙합 음반 차트에서 13위를 기록했다.

## 커버 아트
이 음반의 커버는 1937년 마거릿 버크화이트의 단색 사진에 바탕을 두고 있으며, 제목은 《At the Time of the Louisville Flood (루이빌 홍수의 당시)》이며, 광고 슬로건은 "There's No Way Like the American Way"였다.  오리지널 사진은 1937년 2월 15일 《라이프》 잡지에 실렸다.

## 평가
| 전문가 평가              | 전문가 평가 |
| 평가 점수                | 평가 점수   |
| 출처                     | 점수        |
| ------------------------ | ----------- |
| AllMusic                 | [ 5 ]       |
| Christgau's Record Guide | D+          |

이 음반은 《죽기 전에 꼭 들어야 할 앨범 1001》에 수록되었다. 2013년, 《NME》는 이 음반을 "역사상 가장 위대한 음반 500장"에서 373위에 올렸다.

## 곡 목록
모든 곡들은 커티스 메이필드에 의해 작사/작곡하였다.
| #  | 제목                    | 재생 시간 |
| -- | ----------------------- | --------- |
| 1. | 〈Billy Jack〉          | 6:10      |
| 2. | 〈When Seasons Change〉 | 5:28      |
| 3. | 〈So in Love〉          | 5:15      |
| 4. | 〈Jesus〉               | 6:13      |
| 5. | 〈Blue Monday People〉  | 4:50      |
| 6. | 〈Hard Times〉          | 3:45      |
| 7. | 〈Love to the People〉  | 4:07      |